# Trachystylis stradbrokensis
Trachystylis stradbrokensis là loài thực vật có hoa trong họ Cói. Loài này được (Domin) Kük. miêu tả khoa học đầu tiên năm 1952.